# Baráth Magdolna
Baráth Magdolna (Nagykáta, 1964. szeptember 25. –) magyar történész, levéltáros, volt politikus.

## Pályafutása
Munkáscsaládból származik, két lánytestvére van. 1968 óta Vecsésen él, oda járt általános iskolába is, majd az I. László Gimnáziumban érettségizett 1982-ben. Az ELTE Tanárképző Főiskolai Kar (elődje: Budapesti Tanárképző Főiskolán) szerzett 1987-ben orosz-történelem szakos tanári diplomát. Ekkor került a Párttörténeti Intézetbe (1990 után: Politikatörténeti Intézet), ahol annak levéltárában dolgozott. Az ELTE Bölcsészettudományi Kar történelem kiegészítő szakát 1992-re végezte el. 1998 és 2003 között a Történeti Hivatal (ma: Állambiztonsági Szolgálatok Történeti Levéltára) iratfeldolgozó osztályának vezetője volt. Ebben az időszakban, 2002-ben szerzett történettudományi PhD fokozatot Gerő Ernő politikai pályája 1944–1956 című értekezésével. 2010-ig az Állambiztonsági Szolgálatok Történeti Levéltára elemző, 2011-től a dokumentációs osztályának vezetője volt.
Kutatási területe Magyarország második világháború utáni története és a magyar–szovjet kapcsolatok 1945 után. 1991 óta rendszeresen publikál, 1995 óta orosz levéltárakban is kutat, 2001-ben a Klebelsberg Képzési ösztöndíj Program támogatását, 2002-ben az MTA Bolyai János kutatási ösztöndíjat nyerte el.

### Politikai pályája
1994-ben a Magyar Szocialista Párt jelöltjeként a Pest megyei listáról került be a parlamentbe. Egy cikluson át volt képviselő, ezidő alatt a külügyi bizottság tagjaként dolgozott. Részt vett a levéltári törvény és a magyar-román alapszerződés vitájában. 2008-ban az MSZP történész delegáltjaként vett részt az 1944 és 1990 közt keletkezett politikai rendőrségi iratok vizsgálatára alakult Kenedi János vezette bizottság munkájában.
Felsőfokon beszél oroszul, tárgyalási szinten németül és angolul.

## Publikációi
- Önállóan jegyzett tanulmányai és könyvei:
  - Gerő Ernő politikai pályája 1944-1956 / [készítette:] Baráth Magdolna 2001. PhD értekezés ; Eötvös Loránd Tudományegyetem
  - A Kreml árnyékában : tanulmányok Magyarország és a Szovjetunió kapcsolatainak történetéhez, 1944-1990 Budapest, Gondolat, 2014
  - Krónika, 1956 főszerk: Izsák Lajos, szerk: Stemler Gyula Budapest, Kossuth Tekintet Alapítvány, 2006
  - Magyarországi szovjet "imázsépítés" néhány aspektusa – Magyar Pártok, politika, történelem : tanulmányok Vida István egyetemi tanár 70. születésnapjára. Szerk. Réfi Attila, Sziklai István
  - A szovjet parasztság tragédiája: kollektivizálás és "kuláktalanítás" – Magyar Állami erőszak és kollektivizálás a kommunista diktatúrában – szerk. Horváth Sándor és Ö. Kovács József Budapest, MTA BTK TTI, 2015
  - A szovjet tényező : szovjet tanácsadók Magyarországon – Budapest, Gondolat, 2017
  - A Szovjetunióról alkotott kép változása : 1945-1950 – Magyar Rendszerváltások kortársa és kutatója : tanulmánykötet Izsák Lajos 70. születésnapjára Főszerkesztő: Erdődy Gábor Budapest, ELTE Eötvös K., 2013
  - 1945 utáni források kiadása Oroszországban Fons : forráskutatás és történeti segédtudományok 8. (2001)
- Más szerzőkkel együttműködve:
  - Baráth Magdolna – Gecsényi Lajos: Főkonzulok, követek és nagykövetek: 1945–1990. Budapest: MTA BTK Történettudományi Intézet, 2015